# 林燕妮
林燕妮（英語：Eunice Lam，1943年1月31日—2018年5月31日），香港作家、電台主持人及廣告人，有「香江才女」及「香江淑女」的美譽。

## 生平
林燕妮早年在香港島北角成長，就讀琴行街錫光學校（1954年小六），1960年畢業於香港真光中學中六年級（於同年中文中學會考中考獲地理科「良」等成績），擁有美國柏克萊大學遺傳學學士學位，香港大學中國文學碩士學位、香港大學中國古典文學碩士學位。她因父親是北角士巴（Spa）汽水廠廠長關係而與家人同住在汽水廠裡。於1960年代末至1970年代初，她曾於電視廣播有限公司工作三年，任職新聞編導﹑翻譯﹑天氣女郎﹑節目主持，最後任職宣傳部經理
。期間，她曾獲「最佳司儀及天氣女郎獎」，又為長壽綜藝節目《歡樂今宵》主題曲填寫了日後膾炙人口的歌詞：「日頭猛做，到依家輕鬆......」
特備節目《歡樂今宵4000次》曾邀請林燕妮講述當年為《歡樂今宵》主題曲填詞的經過，她表示當年老闆要求她翌日交詞，她就先填了開頭那兩句：「日頭猛做，到依家輕鬆下」，然後交林賜祥過目，林賜祥覺得可以繼續讓她填下去，於是，當年負責宣傳部的她便召集宣傳部其他同事一起研究，用了一個下午趕工完成這首詞。林燕妮曾在《壹週刊》的『往事如真』專欄，刊登當年她為該曲填詞的手稿照片。
離開電視廣播有限公司後，林燕妮曾為佳藝電視演出1977年的《紅樓夢》電視劇，飾演秦可卿。
林燕妮自中學時期已常投稿於《香港青年周報》，而且作品一直獲編輯刊登。1970年代初，作家簡而清邀請林燕妮在他外遊放假期間代他撰寫《明報》專欄。林燕妮在《明報》的首篇專欄文章，刊於1973年6月22日的《明報》（第七版），題為「懶洋洋的下午」。當簡而清旅遊歸來，當替工的林燕妮獲編輯邀請她繼續寫專欄，並為她開一個〈懶洋洋的下午〉專欄。及後，林燕妮曾為《新報》（香港）、《明報周刊》、《東方日報》、《蘋果日報》、《壹週刊》等報刊撰寫專欄。除了專欄散文，林燕妮亦寫小說，包括《緣》、《盟》、《青春之葬》、《為我而生》、《雪似故人人似雪》﹑《仙奴》﹑《背光的人》等，不少小說作品還被改編成電影和廣播劇。
1974年，林燕妮與黃霑合組「黃與林廣告有限公司」，在1992年鄭裕玲的訪談節目及2004年TVB的娛樂大搜查中有提及，屬當年少數由華人創辦的廣告公司，女性健康丸碧玉珠的宣傳語「女人唔補好易老」就是她所作。1980年代末，二人淡出廣告界，把「黃與林廣告有限公司」售予盛世廣告公司。
約在1975-76年間，林燕妮與1967年已婚有兩子的填詞人黃霑相戀，惹來輿論譴責。
她曾自述1988年除夕夜，在金庸家中，午夜過後林燕妮未料黃霑當眾求婚，在黄霑的節目今夜不設防 第5集林燕妮親身分享兩人當晚在金庸、羅德丞律師和在場多位友人見證下，簽下一紙由金庸即席撰寫的婚書。林燕妮與黄霑雖高調熱戀多年，但兩人從沒正式註冊結婚。。
1990年，傳聞因林燕妮與黄霑因第三者(黃霑的助手陳惠敏Winnie) 的介入，結果於1990年正式分手，結束長達14年戀情。在1991年初，黃霑於港台十大金曲頒獎禮上， 宣稱要將最高榮譽金針獎獻給她，公開宣稱她乃他一生中最愛， 其實當時已分手，林燕妮不為所動，並無接受獎座。從當初每人投資2.5萬元開廣告公司，及至結束時生意額逾億元，傳聞黃霑一直深愛林燕妮，因曾說：「與林燕妮一起好刺激，包括精神上及肉體上的刺激，每個細胞都在高潮之中。」黃霑嘗言「和她分開的那一年，我整個人渾渾噩噩，做什麼也提不起勁」。提及當年追求林燕妮承受無比壓力，當時黄霑已婚及有子女，自言﹕「當時的人道德觀念沒現在人般開通，追林燕妮時我妻子華娃更正懷孕，很多人都會覺得我忘情負義」。相反，林燕妮在訪問中表示當年已是正式單身，並自稱有廿多名追求者，在當時仍選擇了黄霑是出於敢愛就愛。
林燕妮曾在專欄撰寫《給黃霑的信》表明：「以前很怕在人前提起你，分手初期閒言閒語不絕於耳，又說你剃頭又哭，又說我跟你在金庸家結婚，累得我要在報上澄清......當年我背第三者身份仍與你一起，但誰不知你與華娃只是分居，離婚一事拖數年，可能最初跟你一起時的衝擊太大了，和你一起十多年，我是真的想要個名份，但每次都是無了期地等，想結婚的念頭也隨拍拖太久而失去，所以分手是必然的結局。」，在2004年有線電視接受訪問中，在當年(約在1975年)得知黃霑首任太太華娃第三次懷孕時，已經致電兩人感情告一段落。在另一訪問中，林燕妮剖白當年除夕夜在金庸家中求婚後，黃霑並沒有在跟進，即時友人大談之間好友太多可能需尋贊助時，黃霑並沒表態，女方分享當時亦只好無奈等待，而一直同住香港半山寶珊道林燕妮表示也屬於女方本人，出於當時諒解男方需要在離婚後仍養妻活兒，兩者關係直至1990年有第三者出現告終，林燕妮回憶當年男方趁自己不在家時悄悄地搬離，到女方回港返家時才發現。
1995年，黃霑與其女助手近二十年齡差的陳惠敏 Winnie 在美國拉斯維加斯正式註冊結婚，成為黃霑第二任妻子。
林燕妮是八、九十年代炙手可熱的作家，並在1989年底奪得香港藝術家聯盟第二屆「最佳作家獎」。博益出版集團是林燕妮長期的文壇合作夥伴，該集團自1981年起至2008年休業，期間為她出版逾50本書。1990年代，博益出版集團曾經每年由讀者投票選出｢博益十大好書｣或｢博益十五本好書｣，林燕妮作品屢次被選為好書之冠。1990年，博益十大好書之冠是林燕妮的《為我而生》。1991年，博益十五本好書之冠是林燕妮的《雪似故人人似雪》。1992年的十五本好書之冠及第二名分别是林燕妮的《仙奴》及《林燕妮談愛情》。1993年的十五本好書之冠是林燕妮的《花蕙》，而《林燕妮談人生哲理》排在第四。1994年，十五本好書之冠是林燕妮的《野霧》，而《林燕妮開心健美谈》排在第五。1995年的十五本好書之冠是林燕妮的《迷》。
1990年代，林燕妮開始涉足寫名人專訪，多年以來為《明報周刊》撰寫了多篇名人深度專訪，並陸續結集成書出版。
1990年代末，林燕妮曾為新城電台主持節目《XO三女將》，她亦曾為該台主持《粉紅色的枕頭》。林燕妮亦在好友連炎輝的鼓勵之下，加入保險業，屢次獲得業界獎項，亦是圓桌成員。
2006年至2008年期間，亦曾以特約專欄作者身份為中國内地的《南方都市報》撰寫演藝界名人專訪。
2010年3月RTHK《品味人生》以「林燕妮 - 緣是世外人」受訪，林燕妮有明顯的佛教觀，言名來生不再做林燕妮，與在2018年六月在《明報》告別作，林燕妮筆下寫明若造物主另有工作向她分派是樂於接受，有著基督教觀而離世，又著鮮明的轉變。
2013年3月決志信主後，林燕妮在文章中分享了生命的轉變：在過去半年來林燕妮每星期都上教堂，星期一例必到朋友家聽解牧師研經。她寫下當時候到臨了，她重新接觸基督教的日子便來了，連生活也正常了。別問她本人為什麼，因她也不知道，只能說主憐憫她了，來引領她了，又表示正當萬念俱灰時，並不常見的相識朋友叫上教堂，她機械人似的去了。料不到上教堂和研經給她帶來一抹抹的暖意，世界不那麼冷了，她慢慢喜悅起來了，彷彿有一雙看不見的溫柔的手輕輕地把她拉走。
2014年，在基督教刊物《天使心》曾邀林燕妮親自執筆封面題材為《你不曉得的林燕妮》，剖析自己對喜樂、對愛情、對死亡等看法，自白是鄭秀文向她分享主的信息，自述直至她遇上了上帝，才找到了溫暖，當中她寫下「佛教要我們捨得任何東西，不過佛是比較孤獨的，我需要一些人氣，故隨基督教。」可見晚年由佛教已改信基督新教。
2018年5月31日林燕妮離世。
2018年7月初，在位於香港金鐘的中國基督教播道會港福堂舉辦《林燕妮追思會- 美麗的見證》，八十年代知名歌星蔣麗萍亦在場分享點滴，原來始於2012年林燕妮在蔣麗萍家中查經，並在2013年正式決志信主，並分享當年目睹林燕妮送別母親的思緒，在林燕妮病患其間與團契組員之間互動，蔣麗萍更即場獻詩《歸回》送別致友。
2018年7月18日，在香港書展2018 舉辦「林燕妮香港七十年代愛情文化觀」講座，配合當年年度主題「愛情文學」，邀請林燕妮生前部份摰友林若芬、甘國亮及陶傑，以多角度剖釋最真實的林燕妮，作為書展序幕。

### 家庭、罹病與逝世
林燕妮共有兩弟一妹，在生前不斷送別好友，家中親人一一離世。她於1960年在西雅图华盛顿大学念暑期班時，曾獲受李忠琛所託的李小龙照顾，1966年與李忠琛结婚。但林、李2人於1971年離婚，兩人有一子李凱豪。
1973年7月20日，前夫李忠琛的胞弟李小龍逝世。
1981年，排行第三的妹妹林雁妮因淋巴癌逝世，終年26歲。
2003年11月16日，大弟林振強（知名填詞人）於亦因淋巴癌病逝，終年55歲。
2003年12月30日，小弟林振剛亦同因淋巴癌逝世。
2004年11月24日，前同居男友黄霑逝世，終年63歲。
2005年初，林燕妮的父親因心臟病去世，
2008年，前夫李忠琛因心臟病逝世。
2014年1月21日，林燕妮的母親去世。
2016年，林燕妮確診患肺癌，曾接受化療及電療。
2018年4月，林燕妮的好友之一，資深傳媒人余家強在蘋果日報的專欄表示，近年林燕妮迴避見客很決絕，他和彼此的共同朋友馬浚偉相約她亦不果，而近來更不能直接聯絡到她，余家強兩度藉專欄表達對林燕妮的擔心，並公開呼籲希望她能報平安。
於林燕妮離世前約一星期，余家強接到林燕妮秘書的電話，著他聯絡馬浚偉一起到林燕妮的家見她。余家強憶述當日抵達林家時，已見到鄭秀文與倫永亮在林燕妮的房中，大家閒話家常。余稱林燕妮當時非常清醒，但並沒談及自己的病況。
林燕妮確診患上肺癌後，少數仍有往還的好友之一葉雅媛曾兩次問她，還有沒有心事未了，或想做而未做的事，林燕妮起初說沒有，後來她表示想寫一本書，自己什麼都寫過了，唯獨未寫過男朋友，而自己曾有過七十六個男朋友。
2018年5月31日，她因肺癌在養和醫院證實離世，享年75歲。林燕妮去世前幾年一直深居簡出，亦從沒對外界透露患癌消息。2005年，曾有媒體報導她有淋巴腫瘤，但遭她否認，並表示只是甲狀腺生良性瘤。2009年至2011年，林燕妮亦曾多次出入醫院，曾於一年内動三次手術，部份手術和盲腸炎及腹膜炎有關。期間，2009年TVB翡翠台電視節目《正識第一》第一輯，林燕妮因早已答應好友馬浚偉任他的拍檔，當時抱恙住院的她仍堅持於錄影當日出院，並以衣服遮掩身上掛著的放血袋，發著高燒，赴該節目錄影拍攝。2011年也曾傳出林燕妮患淋巴腫瘤的消息，但她亦否認其事，並強調只是甲狀腺出現問題。2018年林燕妮因肺癌逝世後，和她相識多年的鄧達智聲稱林燕妮曾經於約7、8年前有淋巴癌，但當時不是很嚴重。
2018年6月6日在《明報》副刊刊出專欄〈寂寂燕子樓〉，她的最後一篇文章《我又見到永恆》分享著，人生苦樂共存，路還是要走下去。可說，死亡就可以一了百了。也不是的，天堂的路，更加要開心地走。她寫下相信天堂是美，因為天堂早在她自己的心內。曾經嘗過苦，不再是什麼一回事，而她思念是種溫馨，如果有一天，燕子樓空，不用驚訝，莫問佳人何在。只要明白，她表示溫馨思念是健康的想法便可，最惱人說不要想不要想，為什麼不想。林燕妮會說:「思我念我，常常」，又問為什麼總要將人的生死劃下界線，肉身消失沒關係，精神不滅才是永恆。所以，林燕妮筆下容她先跟各方好友、摯愛讀者說句，每天記她念她多一些就好。如果有一天，造物主另有工作向她分派，她是樂於接受，有緣自會再相逢，紅塵總有別，揮揮手，抬眼看，她又見到了永恆。以文章告別讀者及世人。
2019年4月14日，香港電影金像獎協會於第38屆香港電影金像獎頒獎典禮中向林燕妮連同其他已故電影人致敬。

## 其他
- 林燕妮曾數次公開表示她很欣賞香港著名流行樂歌手張學友，曾打算為他寫一張帶有故事性質的唱片。[來源請求]
- 林燕妮喜愛時裝，衣著品味出眾，1988年曾獲「十大傑出衣著人士」殊榮[35]。
- 林燕妮於1980年代初，花107萬買了一件紫貂皮草，當時她曾叮囑售貨員不能傳出去，但此事不久就被傳出，並在那個年代成為坊間一時熱話。多年以來，此事仍不時被媒體提起。[36][37]
- 林燕妮寫過一篇題為「一見楊過誤終身」的散文，因觀點獨特及引發大量讀者共鳴，在互聯網廣為流傳，並在中國大陸引起大量相關討論。[來源請求]
- 林燕妮有在稿件上灑香水的習慣，成為一種特色。[38]

## 電視工作
- 《天氣報告》（主持）（電視廣播有限公司）
- 《樂聲姻緣》（主持） [1969]（電視廣播有限公司）
- 《花王俱樂部》（主持） [1969]（電視廣播有限公司）
- 《蒙太奇》（主持） [1975]
- 《紅樓夢》（飾演：秦可卿） [1977]（佳藝電視）
- 《向世界出發 - 悟》（主持） [2008]（電視廣播有限公司）

## 電台主持
- 《XO三女將》（新城電台）
- 《粉紅色的枕頭》（新城電台）

## 文學作品

### 專欄
- 《寂寂燕子樓》(最後一篇遺作刊出於2018年6月6日) 明報專欄
- 《文理88》明報專欄
- 《2283》明報專欄
- 《粉紅色的枕頭》明報專欄
- 《懶洋洋的下午》明報專欄
- 《一題兩寫》東方日報專欄
  - 與好友黃霑合寫，每人每日輪流出一個題目，然後各寫一篇。
  - 台灣駱以軍(肥、胖)和香港董啟章(瘦)曾以相似方式出版書籍《肥瘦對寫》
- 《不去也不來》明報週刊專欄
- 《往事如真》壹週刊專欄
- 《忽然一橙》香港蘋果日報專欄 (2009-2010)
- 《每日一電》新報專欄
- 《就是不告訴你》明報週刊專欄

### 博益系列作品
| 出版年份 | 作品名稱                                             |
| 1981年   | 博益林燕妮作品01：《痴》                             |
| 1982年   | 博益林燕妮作品02：《盟》                             |
| 1983年   | 博益林燕妮作品03：《緣》                             |
| 1983年   | 博益林燕妮散文集01：《紫上行》                       |
| 1984年   | 博益林燕妮散文集02：《小黃花》                       |
| 1984年   | 博益林燕妮散文集03：《青草地》                       |
| 1985年   | 博益林燕妮散文集04：《人笑痴》                       |
| 1985年   | 博益林燕妮作品04：《浪》                             |
| 1985年   | 博益林燕妮作品05：《冥約》                           |
| 1989年   | 博益林燕妮散文集05：《不尋常》                       |
| 1989年   | 博益林燕妮散文集06：《我歌我行》                     |
| 1989年   | 博益林燕妮作品06：《送君何處》                       |
| 1990年   | 博益林燕妮散文集07：《世紀末的我》                   |
| 1990年   | 博益林燕妮作品07：《都忘記得起》                     |
| 1990年   | 博益林燕妮散文集08：《懶洋洋的下午》                 |
| 1990年   | 博益林燕妮作品08：《青春之葬》                       |
| 1990年   | 博益林燕妮散文集09：《風和日麗有雨》                 |
| 1990年   | 博益林燕妮作品09：《為我而生》                       |
| 1990年   | 博益林燕妮散文集10：《燕翻書》                       |
| 1990年   | 博益林燕妮作品10：《他在我房間》                     |
| 1990年   | 博益林燕妮散文集11：《粉紅色的枕頭》                 |
| 1991年   | 博益林燕妮作品11：《雪似故人人似雪》                 |
| 1991年   | 博益林燕妮散文集12：《流光曲》                       |
| 1991年   | 博益林燕妮作品12：《仙奴》                           |
| 1991年   | 博益林燕妮散文集13：《追逐流光》                     |
| 1992年   | 博益林燕妮作品13：《鐵蝴蝶》                         |
| 1992年   | 博益林燕妮作品14：《空江煙浪》                       |
| 1992年   | 博益林燕妮作品15：《朝顏》                           |
| 1992年   | 博益林燕妮作品16：《林燕妮談人生哲理》               |
| 1992年   | 博益林燕妮作品17：《林燕妮談愛情》                   |
| 1993年   | 博益林燕妮作品18：《花蕙》                           |
| 1993年   | 博益林燕妮作品19：《林燕妮再續情緣》                 |
| 1993年   | 博益林燕妮作品20：《野霧》                           |
| 1994年   | 博益林燕妮作品21：《林燕妮談成功之道》               |
| 1994年   | 博益林燕妮作品22：《詩囚》                           |
| 1994年   | 博益林燕妮作品23：《林燕妮開心健美談》               |
| 1995年   | 博益林燕妮作品24：《迴風》                           |
| 1995年   | 博益林燕妮作品25：《九個人一個寶藏》                 |
| 1995年   | 博益林燕妮作品26：《迷》                             |
| 1995年   | 博益林燕妮作品27：《丙等操行生》                     |
| 1996年   | 博益林燕妮作品28：《背光的人》                       |
| 1996年   | 博益林燕妮作品29：《精品店之什麼都想要的人》         |
| 1996年   | 博益林燕妮作品30：《墮胎的女人》                     |
| 1997年   | 博益林燕妮作品31：《十道彩虹》                       |
| 1997年   | 博益林燕妮作品32：《二百五十磅美麗》                 |
| 1997年   | 博益林燕妮作品33：《名門》                           |
| 1998年   | 博益文藝系列：《人海同遊》（與黃霑合著）             |
| 1998年   | 博益文藝系列：《有樂共享》（與黃霑合著）             |
| 1998年   | 博益文藝系列：《真誠相見》（與黃霑合著）             |
| 1999年   | 博益林燕妮作品34：《林燕妮情人知己》                 |
| 1999年   | 博益林燕妮作品35：《來見我嗎》                       |
| 1999年   | 博益林燕妮作品36：《吹夢天使》                       |
| 1999年   | 博益林燕妮作品37：《祝福》                           |
| 1999年   | 博益林燕妮作品38：《躲在保險箱裡的人》               |
| 1999年   | 博益林燕妮作品39：《最大誘惑》                       |
| 1999年   | 博益林燕妮作品40：《愛在同一班機上》                 |
| 2000年   | 博益林燕妮作品41：《第三個壞男人》                   |
| 2000年   | 博益林燕妮作品42：《男痴女迷》                       |
| 2000年   | 博益林燕妮作品43：《最燦爛的開心，無所為或無所不為》 |
| 2000年   | 博益林燕妮作品45：《跟戀愛鬧戀愛》                   |
| 2001年   | 博益林燕妮作品44：《愛情是不可以後悔的》             |
| 2001年   | 博益林燕妮作品48：《快樂是常滿的書架》               |
| 2002年   | 博益林燕妮作品46：《只願告訴林燕妮：紅人訪問集》     |
| 2002年   | 博益林燕妮作品47：《名人心底話》                     |
| 2003年   | 博益林燕妮作品49：《愛他，但不喜歡他》               |
| 2003年   | 博益林燕妮作品50：《林燕妮絕密檔案》                 |

### 其它作品
| 出版年份 | 作品名稱                          | 出版社           |
| 1974年   | 《懶洋洋的下午》                  | 文藝書屋         |
| 1975年   | 《小屋集》                        | 作家書屋         |
| 1977年   | 《粉紅色的枕頭》                  | 文藝書屋         |
| 1984年   | 《林燕妮眼》                      | 香港周刊         |
| 1985年   | 《燕妮之窗》（小說散文合集）      | 香港周刊         |
| 1986年   | 《送君千行字》                    | 香港周刊         |
| 1987年   | 《繫我一生心》                    | 明窗出版社       |
| 1988年   | 《你知道我是誰？》                | 明窗出版社       |
| 1997年   | 《林燕妮筆下的文化紅星》          | 明窗出版社       |
| 1997年   | 《林燕妮筆下的成功名人》          | 明窗出版社       |
| 1998年   | 《林燕妮筆下的藝壇明星》          | 明窗出版社       |
| 2008年   | 《往事如真》                      | 壹出版           |
| 2008年   | 《我愛觀音兵》                    | 壹出版           |
| 2009年   | 《往事如真2 - 忘記他》            | 壹出版           |
| 2009年   | 《每天愛你多一些》                | 壹出版           |
| 2009年   | 《為我而生 (復刻盛世版) 》        | 壹出版           |
| 2010年   | 《文理才女八十八》                | 壹出版           |
| 2010年   | 《往事如真3 - 我學懂了愛》        | 壹出版           |
| 2010年   | 《女人最重要的不是愛情而是品味》  | 亮光文化有限公司 |
| 2010年   | 《女人的幸福 不在下一站》         | 亮光文化有限公司 |
| 2011年   | 《往事如真4 - 某一種相逢》        | 壹出版           |
| 2011年   | 《悠悠快樂心》                    | 壹出版           |
| 2011年   | 《飛躍青雲路》                    | 壹出版           |
| 2011年   | 《女人最美的時光 並非命中注定》   | 亮光文化有限公司 |
| 2011年   | 《女人要美好 不要次等好》         | 亮光文化有限公司 |
| 2012年   | 《為愛你而自豪》                  | 壹出版           |
| 2012年   | 《只讓我想你》                    | 壹出版           |
| 2012年   | 《女人要活得像女人的7種習慣》     | 亮光文化有限公司 |
| 2012年   | 《女人－－可以不敗給愛情》        | 亮光文化有限公司 |
| 2013年   | 《別恨恨你的人》                  | 壹出版           |
| 2013年   | 《放開，也沒甚麼大不了》          | 亮光文化有限公司 |
| 2014年   | 《往事如真5 - 金鏤人生》          | 壹出版           |
| 2014年   | 《林燕妮寫給女人的生活感悟100篇》 | 亮光文化有限公司 |
| 2018年   | 《林燕妮紀念文集—寂寂燕子樓》     | 明窗出版社       |

## 相關
- 何東家族

## 外部網頁
- 香港TVB翡翠台《向世界出發 — 林燕妮 — 生離與死別》
- 林燕妮作品集